# Fabio Fabbri

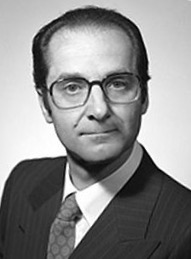
Fabio Fabbri

Fabio Fabbri (* 15. Oktober 1933 in Ciano d’Enza, Provinz Reggio Emilia; † 4. Januar 2024) war ein Italienischer Rechtsanwalt und Politiker der Partito Socialista Italiano (PSI), der zwischen 1976 und 1994 Mitglied des Senats (Senato della Repubblica) und unter anderem zwischen 1993 und 1994 Verteidigungsminister Italiens war.

## Leben
Fabbri absolvierte nach dem Schulbesuch ein Studium der Rechtswissenschaften und nahm nach dessen Abschluss eine Tätigkeit als Rechtsanwalt auf.
Bei den Wahlen vom 20. Juni 1976 wurde Fabbri als Kandidat der Partito Socialista Italiano (PSI) für die Region Emilia-Romagna erstmals zum Mitglied des Senats (Senato della Repubblica) gewählt und gehörte dieser bis zum Ende der elften Legislaturperiode am 14. April 1994 an. Zu Beginn seiner Parlamentszugehörigkeit war er zwischen dem 27. Juli 1976 und dem 19. Juni 1979 Vize-Vorsitzender des Senatsausschusses für Landwirtschaft.
Am 5. April 1980 übernahm Fabbri er als Unterstaatssekretär im Ministerium für Landwirtschaft und Forsten sein erstes Regierungsamt im zweiten Kabinett Cossiga. Diese Funktion übte er auch im Kabinett Forlani sowie im ersten und zweiten Kabinett Spadolini bis zum 30. November 1982 aus.
Im Anschluss berief ihn Ministerpräsident Amintore Fanfani am 1. Dezember 1982 als Minister ohne Geschäftsbereich für Angelegenheiten der Regionen (Ministro senza portafoglio per gli affari regionali) in dessen fünftes Kabinett, dem er bis zum 3. August 1983 angehörte.
Während der neunten Legislaturperiode war Fabbri vom 22. Juli 1983 bis zum 26. September 1985 Vorsitzender der PSI-Fraktion im Senat. Später wurde er von Ministerpräsident Bettino Craxi in dessen zweites Kabinett berufen und fungierte in diesem zwischen dem 4. August 1986 und dem 16. April 1987 als Minister ohne Geschäftsbereich für die Koordinierung der Kommunalpolitik (Ministro senza portafoglio per il coordinamento delle politiche comunitarie).
Danach war er während der zehnten Legislaturperiode zwischen dem 9. Juli 1987 und dem 28. September 1989 erneut Vorsitzender der PSI-Fraktion im Senat. Das Amt des Vorsitzenden der PSI-Fraktion bekleidete er abermals zwischen dem 30. April und dem 28. Juni 1992 während der elften Legislaturperiode.
Im Anschluss fungierte Fabbri vom 30. Juni 1992 bis zum 27. April 1993 als Unterstaatssekretär im Amt des Ministerpräsidenten Giuliano Amato in dessen ersten Kabinett.
Danach wurde er am 28. April 1993 von Ministerpräsident Carlo Azeglio Ciampi als Verteidigungsminister (Ministro della Difesa) in dessen Regierung berufen, der er bis zum Ende von Ciampis Amtszeit am 9. Mai 1994 angehörte.
Nach seinem Ausscheiden aus Regierung und Senat wurde ihm am 11. Mai 1994 das Großkreuz des Verdienstordens der Italienischen Republik verliehen.